# Секлюцкая, Анна-Мария
Анна-Мария Секлюцкая (пол. Anna-Maria Sieklucka) — польская актриса.

## Биография
Родилась в Люблине, крупнейшем городе восточной Польши. 
Её отец, Ежи Антони Секлюцкий, юрист. Училась на факультете Национальной академии театрального искусства AST в Вроцлаве и окончила его в 2018 году. Она свободно говорит на польском, английском, французском и немецком языках.
В октябре 2019 её взяли на роль Анелы Грабек, приглашённой звезды польского телесериала «В добре и в зле», сосредоточенной на жизни фельдшеров и работников больницы. Её дебютом в кино стала роль Лауры Бель вместе с Микеле Морроне в номинированном на «Золотую малину» фильме «365 дней», премьера которого состоялась на Netflix в июне 2020 года. Она описала съёмки как вызов и сначала не хотела принимать участие, прочитав сценарий.

## Фильмография
- 2019 — В добре и в зле — Анела Грабек
- 2020 — 365 дней — Лаура Бель
- 2022 — 365 дней: этот день[англ.] — Лаура Бель
- 2022 — Следующие 365 дней[англ.] — Лаура Бель

## Личная жизнь
В настоящее время Секлюцкая не замужем. .